# Giulia Gonzaga

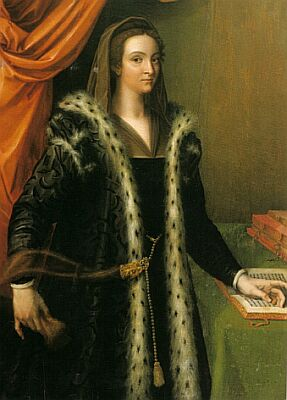
Cristofano dell’Altissimo (?), Giulia Gonzaga, Kopie eines verschollenen Porträts von Sebastiano del Piombo

Giulia Gonzaga (* um 1513 in Gazzuolo; † 16. April 1566 in Neapel) war eine italienische Adelige aus der Gonzaga-Linie der Herren von Sabbioneta.

## Leben
Sie wurde wahrscheinlich 1513 als siebte Tochter von Francesca Fieschi und Ludovico Gonzaga, Herr von Gazzuolo, Sabbioneta, Viadana und Casalmaggiore, dem ältesten Sohn von Gianfrancesco Gonzaga (1446–1496), geboren.
Im Alter von 13 Jahren, im August 1526, wurde sie mit Vespasiano Colonna (1480–1528), dem Sohn von Prospero Colonna, verheiratet. Vespasiano wurde im Jahr zuvor Witwer von Beatrice Appiano, der Tochter des Herrn von Piombino, Jacopo IV. Appiano, und hatte ein kleines Mädchen namens Isabella. Der Graf von Fondi und Herzog von Traetto, ein Cousin dritten Grades und 33 Jahren älter als Giulia, war, als ob das nicht schon genug wäre, „bei schlechter Gesundheit, lahm und verkrüppelt“. Giulia, die eine Mitgift von 12.000 Goldscudi mitgebracht hatte, wurde nach weniger als zwei Jahren, am 13. März 1528, Witwe und Erbin ihres Mannes unter der Bedingung, dass sie nicht wieder heiratete, da in diesem Fall der gesamte Besitz Vespasianos an seine Tochter Isabella fallen würde.

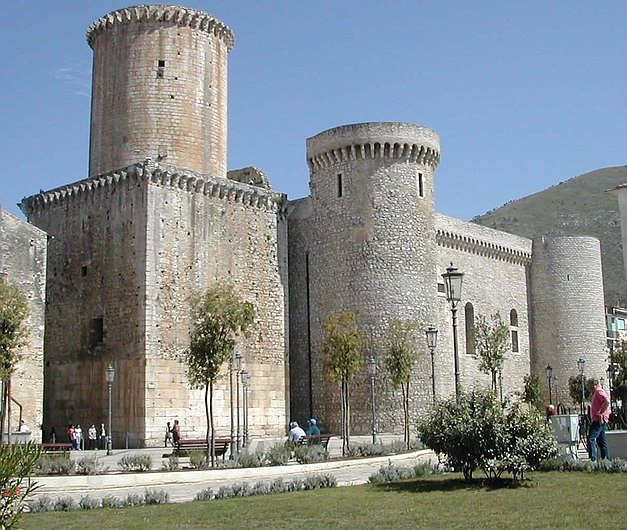
Castello Caetani Fondi, in dem heute das Stadtmuseum untergebracht ist

In seinem Testament, das er am Tag vor seinem Tod verfasste, schrieb Vespasiano: „Ich überlasse Isabella dem Ippolito Medici, dem Neffen des Papstes, mit 30.000 Dukaten des Königreichs als Mitgift, und um die Vasallen zu erfreuen und die Nachwelt zu befriedigen, sollen ihre Kinder den Nachnamen des Hauses Colonna tragen [. ...] Für den Fall, dass die Heirat Isabellas mit dem Neffen Ippolito nicht zustande kommen sollte, hat meine Frau beschlossen, sie einem ihrer Brüder mit 5.000 Dukaten aus den Einkünften des Staates Campagna als Mitgift zu überlassen. Im Übrigen hinterlasse ich meiner Gattin als Frau und Gönnerin den gesamten vorgenannten Staat und auch das Königreich, und zwar für den Rest ihres Lebens. Wenn sie heiratet, nimmt sie ihre Mitgift und Isabella wird Universalerbe sowohl des Staates Campagna als auch des Königreichs und von Apruzio bleiben.“
Deshalb heiratete Giulia nicht noch einmal, während Isabella Ippolito de’ Medici nicht heiratete – der am 10. Januar 1529 vom Medici-Papst zum Kardinal ernannt wurde –, sondern einen Bruder von Giulia, Luigi Gonzaga „Rodomonte“: Auf diese Weise bezog Giulia ihre Familie in den Schutz ihrer Lehen ein und behielt gleichzeitig die Freundschaft des einflussreichen Kardinals.
Isabella ihrerseits hatte von Luigi Gonzaga einen Sohn, Vespasiano, der eines Tages Herzog von Sabbioneta wurde und nach ihrer Wiederverheiratung musste sich Giulia um den jungen Vespasiano kümmern.

### Hof von Fondi
Giulia Gonzaga ließ sich in Fondi nieder und förderte mit ihrem Sekretär, dem Modeneser Dichter Gandolfo Porrino, einen kleinen intellektuellen Kreis im örtlichen Schloss, der von Persönlichkeiten wie Vittoria Colonna, Marcantonio Flaminio, Vittore Soranzo, Francesco Maria Molza, Francesco Berni, dem Maler Sebastiano del Piombo – der ihr Porträt malte – Pier Paolo Vergerio und Pietro Carnesecchi besucht wurde. Juan de Valdés, der spanische Schriftsteller, der in Neapel lebte und sein ganzes Leben im „Geruch der Ketzerei“ stand, schrieb am 18. September 1535 an Kardinal Ercole Gonzaga, dass er in Fondi gewesen sei „mit jener Dame, bei der es sehr schade ist, dass sie nicht die Dame der ganzen Welt ist, obwohl ich glaube, dass Gott dafür gesorgt hat, dass auch wir anderen armen Menschen in den Genuss ihrer göttlichen Konversation und Freundlichkeit kommen, die der Schönheit in nichts nachsteht.“
Ihre Intelligenz und Kultur sowie ihre Schönheit erregten die Aufmerksamkeit bedeutender Dichter der Zeit, wie Ariosto und Bernardo Tasso, Torquatos Vater, der ihr mehrere Sonette widmete.

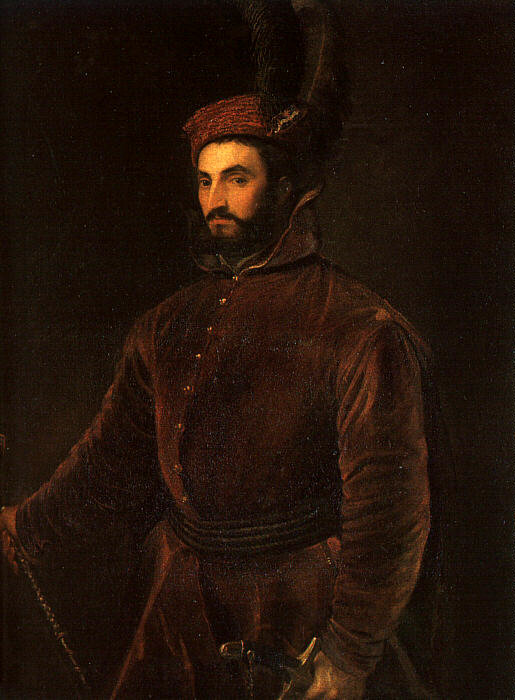
Tizian, Porträt von Ippolito de’ Medici

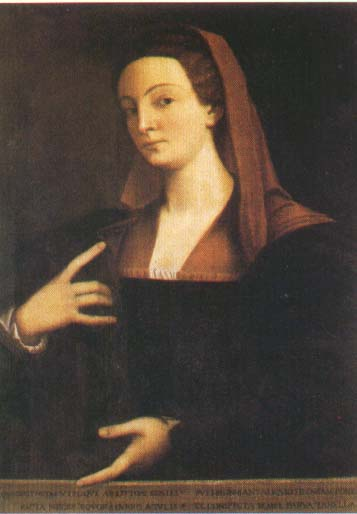
Anonym, Porträt von Giulia Gonzaga

Selbst Kardinal Ippolito hörte nicht auf, ihr den Hof zu machen: dieser päpstliche Legat in Umbrien, Vizekanzler, Verwalter der Bistümer Casale und Lecce, der in seinem römischen Haus in Campo Marzio einen Hofstaat unterhielt, widmete ihr seine Übersetzung des zweiten Buches der Aeneis und schrieb, dass das Feuer in seinem Herzen, das sie entfache, dem von Troja gleiche und ihm „Kummer, Seufzer und Tränen“ bereite. So wie eine Legende besagt, dass sie ihre Ehe mit Vespasiano Colonna nicht vollziehen wollte, so wird ihr in einem anderen gegenteiligen Gerücht ein Sohn von Kardinal Ippolito, Asdrubale de’ Medici, zugeschrieben.

### Piratenangriff, gescheiterter Entführungsversuch
In der Nacht vom 8. auf den 9. August 1534 wurde die Stadt Fondi von dem Korsaren Barbarossa angegriffen, der seit Wochen die Südküste der Halbinsel plünderte. Nach der traditionellen Interpretation der Ereignisse versuchte er, sie zu entführen, um sie Sultan Süleyman I. dem Prächtigen zu schenken. Durch die Aufmerksamkeit eines Dieners entkam sie, eine abenteuerliche Flucht in leichter Kleidung führte sie nach Campodimele. Barbarossa plünderte die Stadt und das nahe gelegene Sperlonga, wurde dann aber durch den erbitterten Widerstand der Einwohner von Itri zurückgeschlagen. Einige haben sogar behauptet, dass Barbarossas Versuch von der Familie Colonna zum Anlass genommen wurde, sich der Besitztümer der Gonzaga zu bemächtigen. Der Dichter Francesco Maria Molza verfasste nach ihrer Flucht die Ekloge La ninfa fuggitiva (etwa: Die flüchtige Nymphe).

### Nähe zu Waldensern und zur Reformation, Inquisition
Weniger als ein Jahr später organisierte Kaiser Karl V. eine Feldzug gegen Tunis, um die Basis von Barbarossas Piratenangriffen zu zerstören. Als der Herrscher am 25. November 1535 nach Neapel zurückkehrte, begab sich Giulia Gonzaga zu ihm, nicht nur, um ihren Rächer zu sehen, sondern auch, um sich bei ihm einzuschmeicheln und um ihre eigenen häuslichen Streitigkeiten mit der Familie Colonna und ihrer Stieftochter Isabella zu lösen. Sie blieb in Neapel und trat in das neapolitanische Kloster San Francesco delle Monache ein, das durch einen Erlass von Paul III. genehmigt wurde, um den Laienstand zu erhalten.

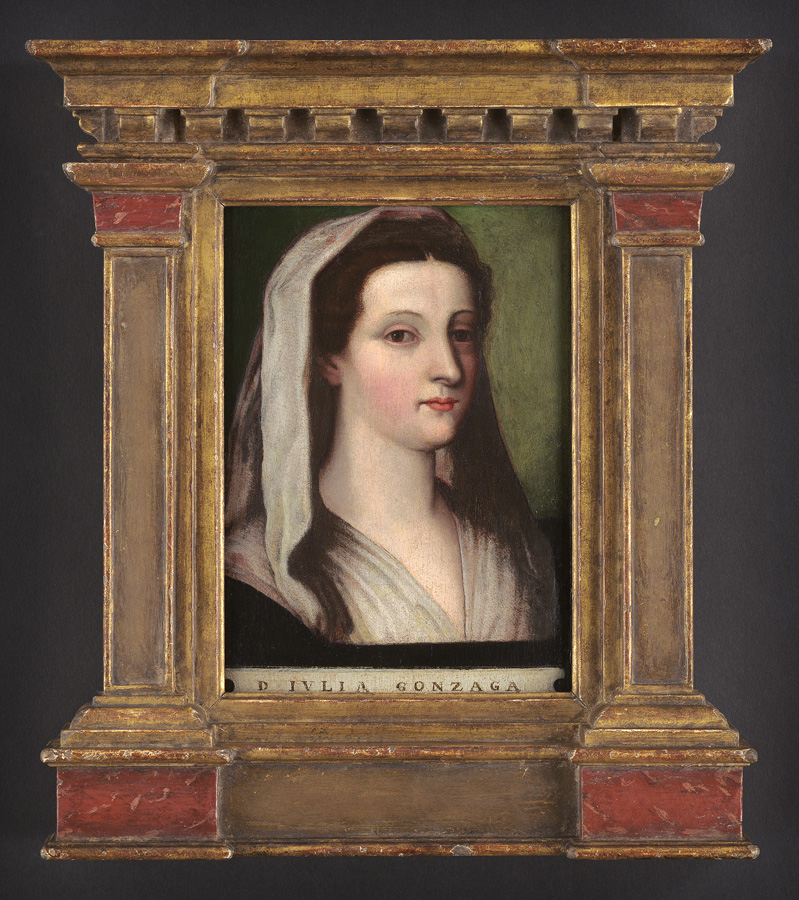
Anonym: Giulia Gonzaga

Ortensio Lando beschrieb sie als eine Frau, die „ihre Schönheit vernachlässigt hat, alle ihre Gedanken dem Himmel zuwendet und in den heiligen Schriften viel geübter ist als andere Frauen mit der Nadel oder dem Spinnrocken“.
1536 lernte Giulia in Neapel auch Bernardino Ochino kennen, einen berühmten Prediger, General des Kapuzinerordens, der vor der Verfolgung durch die Inquisition in die Schweiz geflohen war und in den Kreisen von Valdés verkehrte. Valdés machte sie zur Protagonistin seines Dialogs Alfabeto cristiano, der 1546 posthum von Gonzaga selbst veröffentlicht wurde. Die von Gonzaga geteilten waldensischen Grundsätze bestehen in der Ablehnung äußerer Formen der Frömmigkeit, in der vertrauensvollen Hingabe an Gott, der, nachdem er Christus die Strafe für die Sünden der Menschheit auferlegt hat, eine Fähigkeit zur Vergebung bewiesen hat, an die der Mensch absolut glauben kann. Der Glaube ist demnach eine Erleuchtung durch den Heiligen Geist, nicht das Ergebnis einer rationalen Analyse der Heiligen Schrift.

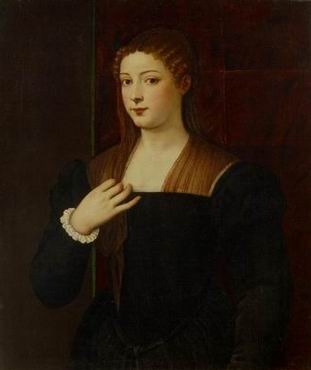
Tizian, Porträt der Giulia Gonzaga

Nach seinem Tod im Jahr 1541 machte Valdés sie zur Erbin all seiner Schriften und Giulia setzte die Initiativen des Spaniers fort. Sie knüpfte auch Kontakte zu dem Kreis, der sich in Viterbo im Haus des englischen Kardinals Reginald Pole traf, der den Reformbestrebungen nahe stand. Als 1558 Kardinal Pole in Rom vor dem Tribunal des Heiligen Offiziums erscheinen musste, um sich dem Vorwurf der Ketzerei zu stellen, und auf dem Sterbebett erklärte, dass er katholisch und dem Papst gehorsam sei, schrieb Gonzaga an ihren Freund Pietro Carnesecchi, dass sie diese Erklärung für „skandalös“ halte.
Ihre Bekanntschaft mit Personen, die im Verdacht standen, der protestantischen Reformation nahezustehen, erregte die Aufmerksamkeit der Inquisition. Diese begann Beweise für einen Ketzerprozess zu sammeln, aber dank der Intervention ihrer Cousins, Kardinal Ercole und Ferrante I. Gonzaga, kam es nicht dazu.
Giulia Gonzaga starb am 16. April 1566 im Alter von 53 Jahren in Neapel und hinterließ ihren Neffen Vespasiano als Universalerben.
Nach ihrem Tod erwirkte Papst Pius V. die Konfiszierung ihrer Korrespondenz, bei deren Verlesung er sagte, dass er sie, wenn sie noch am Leben wäre, „lebendig verbrannt hätte“. Die Untersuchung ihrer Korrespondenz mit Carnesecchi führte jedoch zur Eröffnung eines Ermittlungsverfahrens und eines Prozesses wegen Ketzerei gegen Carnesecchi, der am 1. Oktober 1567 auf dem Scheiterhaufen verbrannt wurde. In den Protokollen des Inquisitionsprozesses gegen Carnesecchi, Gonzaga, Pole und Valdés, die inzwischen alle verstorben waren, wurden sie als lutherische Ketzer bezeichnet.

### Ältere Titel
- Bernardo Tasso: Rime. Lancellotti, Bergamo 1749.
- Ireneo Affò: Memorie di tre celebri principesse della famiglia Gonzaga. Parma 1787.
- Bruto Amante: Giulia Gonzaga contessa di Fondi e il movimento religioso femminile nel secolo XVI. Nicola Zanichelli, Bologna 1896 (archive.org).
- Giovanni Conte Colino: Storia di Fondi. Neapel 1901 (eingeschränkte Vorschau in der Google-Buchsuche).
- Giuseppe Paladino: Giulia Gonzaga e il movimento valdesiano. Tip. Sangiovanni, Neapel 1909.
- Romolo Quazza: Gonzaga, Giulia. In: Enciclopedia Italiana, Bd. 17 Giap–Gs, Rom 1933.
- Siro Attilio Nulli: Giulia Gonzaga. Fratelli Treves, Mailand 1938.
- Benedetto Nicolini: Giulia Gonzaga e la crisi del valdesianesimo. In: Atti dell'Accademia Pontaniana. Band V, 1952.